# 76,2 mm fältkanon M1942
76,2 mm fältkanon M1942, även kallad ZiS-3, var en kanon som började tillverkas i Sovjetunionen under andra världskriget.
Erfarenheterna av de stora förlusterna under operation Barbarossa gjorde att man började konstruera en pjäs som kunde användas både som fältkanon och pansarvärnskanon. M1942 har en låg profil och ett eldrör som är tillräckligt långt för att ge även tunga pansargranater hög utgångshastighet, något som var nödvändigt för pansarvärn. Kanonen kan eleveras till +37° för att användas som en vanlig fältkanon. För att kunna montera en såpass kraftfull kanon på ett lätt underrede (samma som 57 mm pansarvärnskanon M1943) behövde kanonen förses med en mynningsbroms.